# 列島リレーニュース
『列島リレーニュース』（れっとうリレーニュース）は、NHKの地方拠点局を結んで放送するニュースコーナーの総称。

## 概要
札幌（北海道）、仙台（東北）、東京（関東・甲信越）、名古屋（東海・北陸）、大阪（近畿）、広島（中国）、松山（四国）、福岡（九州・沖縄）の8放送局が、地方拠点局としてそれぞれ担当地域のニュースを放送する。

## ラジオ放送
ラジオ第1放送では、平日のみ、1日1回放送される。NHKの各地方拠点局のアナウンサーまたはキャスター、拠点局のホームページ内にあるアナウンサー・キャスター欄に載っていないフリーアナウンサー（大阪の場合は高橋優子）が出演し、その日の地域ニュース・話題を1、2項目取り上げる。2004年度から2021年度は放送時間が短縮され、項目数はほぼ1つに限られていた。2022年度から放送時間が拡大され、各局2項目放送している。
2018年3月までは年度上半期は九州・沖縄から北上して北海道が最後。逆に下半期は北海道から南下して九州・沖縄が最後となっていた。2018年度から2021年度までは年間を通じて九州・沖縄から北上して北海道が最後と固定。2022年度から北海道から南下して九州・沖縄が最後。東京（関東・甲信越）のニュースを放送後、音楽（一部地域は道路交通情報）を挟んで、名古屋（東海・北陸）のニュースを放送している。

### 放送時間
- 平日 14時30分頃 - 14時50分頃 「列島ニュース」（「まんまる」内。ただし、同番組が休止の場合は同様に休止。祝日に放送する場合はこのコーナーのみ休止。そのほか、2010年12月24日・27日・28日も年末の特集番組「列島この1年」の放送の関係で14時台に放送される「歌の散歩道」が13時台に移るため休止。また、2018年9月10日から当面の間NHK札幌放送局で北海道胆振東部地震の関連情報を伝えたため休止。）「ふるさとラジオ」が始まる以前の列島リレーニュースではニュースデスクが担当していたが、「ふるさとラジオ」が始まってから他の列島リレーニュースと同様、アナウンサーの担当となった。2021年度までの放送時間は13時30分頃 - 13時43分頃、2022年度・2023年度は13時17分頃 - 13時48分頃であった。

- 以前は朝・昼の放送（郷土の話題を含む）は東京からの導入部→基点局（上半期は福岡、下半期は札幌、郷土の話題はこの限りではない）から順にその地域のニュースを伝えた後、その局のアナウンサーが「次は○○（次の基幹局）です」として直接リレーしていたが、現在は全時間とも東京からの導入部→各基幹局毎の地域ニュースを伝え→「○○でした」と締めたあと一旦東京にマイクを戻して次の基幹局を呼び出すという形になっている[注 1]。

- 過去には朝および夜の時間帯にも放送された。平日・土曜日は祝日を含め『ラジオあさいちばん』の8時13分頃 - 8時26分頃に放送されたが、土曜日の『土曜あさいちばん』が2011年度から、平日も2012年度から、8時まで（全国パートは7時40分まで）となったために放送が終了した。また、日曜7時台に「リレーニュース郷土の話題」が放送された。番組は1958年度の開始以来、2008年度まで51年間続いた長寿番組であり、BGMも不変だった。他の列島リレーニュースと違い、基幹局以外の放送局もリレーする形態をとっていた。2009年度からは他の曜日と同様「列島リレーニュース」として放送し、基幹局以外の放送局のリレーは無くなった。BGMはラジオあさいちばんと共通であったが、これも2010年度で終了となり、土曜日・日曜日の「列島リレーニュース」の放送は完全に終了。朝の放送も『すっぴん!』放送開始に伴い2011年度で、また夜の放送は2017年4月3日より新番組『きこえタマゴ!』放送開始に伴い2017年3月30日をもって終了した。

- なお『ラジオ深夜便」でも0時50分頃（2012年度から土曜日・日曜日は1時50分頃）に「列島きょうの動き」というコーナーがあり、その日の主に夜が明けてからの予定を担当アンカーが紹介する（以前は1年を通して北から南の順番であったが、2005年度から一部を除き、上半期は南から下半期は北から放送）。また、以前は国際放送のNHKワールド・ラジオ日本でも『TOKYO発 きょうの日本』の枠内でふるさとニュースとして放送された。

## テレビ放送
テレビでは総合で度々放送されている。「イブニングネットワーク」で放送された「列島リレー」が有名。2017年3月31日まではBS1で放送された。

### BS1「BS列島ニュース」
- 平日 13時 - 13時49分
  - 祝日・年末年始やオリンピック期間中、MLBなどのスポーツ中継等により休止・短縮の場合あり[注 2]
  - 8月15日は13時20分 - 13時50分に繰り下げ・短縮放送[注 3]。
- 総合の12時15分からのローカルニュースの再送信（一部項目が割愛される場合あり）。また、基幹局以外の地方局のニュースを、週毎に1局放送したほか、番組の最後には全国の気象情報も伝えていた。
- 2007年4月2日のタイトル改題後は、従来の内容に加え、日によっては地方局で放送されたリポートも放送されるようになった。
- 2017年4月の改編により、3月31日をもって終了。

### 総合「列島ニュース」
- 2020年から日本国内で感染している新型コロナウイルスに伴い、首都圏や大阪府、福岡県などに緊急事態宣言を同年4月7日に発令したため[2]、4月13日からかつて当番組を放送していた13時台に緊急事態宣言対象地域のローカルニュースを中心に新型コロナウイルスに関する最新情報を伝える番組『列島昼ニュース』を新設した[3]。その後、緊急事態宣言の対象区域が全国に拡大したことを受けて、4月20日からかつて『お元気ですか日本列島』や『情報まるごと』の列島リレーニュースコーナーを放送していた総合の14時台に番組を移した上で放送している（下記）[4][5]。
- 2020年9月25日までは平日 14時5分 - 14時40分[注 4][6]。本来、この時間に放送している『ごごナマ』の第2部を差し替える形で放送していた[7]。
- 開始当初から5月29日までは『列島ニュース新型コロナ最新情報』[注 5][4]のタイトルで放送したが、6月1日からは『列島ニュース』のタイトルで放送している[8][9]。
- 開始当初は札幌放送局を制作局にしていたが[注 6]、5月7日からは名古屋放送局、6月1日からは大阪放送局、7月6日から再度札幌放送局、8月24日からは再度名古屋放送局、9月28日からの定時放送化以降は再度大阪放送局の地域拠点局に移管している[注 7][4][8][10][11][12]。
- 総合の12時15分からのローカルニュースの再送信で、基幹局以外の地方局のニュースも多く扱っている。
- 2020年9月28日からは13時5分 - 13時40分と、1時間繰り上げると共に定時化することが同月23日の放送総局長定例記者会見にて発表された[6][13]。定時番組化後は大阪放送局の気象キャスターが担当する全国の気象情報のコーナーも設けられた。その後、2021年3月30日より放送時間を13時5分 - 13時55分に拡大し、不定期でニュースリポートや全国各地の放送局からアナウンサーが生出演して地元の話題を紹介するコーナーも放送されるようになった。

## その他
- 基幹局（除く東京(首都圏)）では総合で12時15分（場合により2分から7分の遅延あり）から放送されるローカルニュース（＝主に 2019年度は、主に松山、名古屋、札幌）のキャスターが、ラジオ第1「ごごカフェ」内の列島リレーニュースのキャスターを担当している場合がある。また、夕方のニュースのキャスターが昼の列島リレーニュースのキャスターを担当している場合がある。(＝主に福岡)
- なお、通常ローカル編成では広域放送を行っている（東京《首都圏》・名古屋・大阪）各局を除き都道府県名は表示しない（言わない）が、仙台局・福岡局のニュースでは“宮城（県）”・“福岡（県）”を表示して（言って）いる。
- 東日本大震災発生以降、半年の間は列島リレーニュースの伝える順番が変更され、震災関連ニュースを伝える仙台局を最初に放送し、2011年度上半期は仙台・福岡・松山・広島・大阪・名古屋・東京・札幌の順で伝えていた。同年度下半期から通常の順番の体制に戻った。

## テレビで放送された過去の同形態の番組
- こんばんはにっぽん（1984年 - 1987年 NHK衛星第1放送）
- イブニングネットワーク 「列島リレー」（1992年4月 - 1996年3月）
- NHKネットワークニュース（1996年4月 - 1997年3月）
- 日本列島ふるさと発（1989年7月31日 - 2003年9月） - BS1での放送
- お元気ですか日本列島「ぐるっとニュース」（2003年10月 - 2013年3月）

8つの基幹局全てからニュースを放送することは少なく、たいていどこかが放送されない。これとは別に、2,3の放送局からのリポートを放送。
- 情報まるごと「にっぽんまるごと」（2013年4月4日 - 2015年3月19日）

主旨としては「ぐるっとニュース」に同じ。